# Zapopan
Zapopan er en by og en kommune i Mexico, beliggende i delstaten Jalisco. Byen indgår i Guadalajaras storbyområde.

## Erhverv
I byen ligger bryggeriet Cervecería Minerva.